# Geometry Dash
Geometry Dash ist ein Computerspiel des schwedischen Entwicklers Robert Topala. Das Spiel wurde von RobTop Games, einem von Robert Topala (im Spiel bekannt als RobTop) ins Leben gerufenem Unternehmen, veröffentlicht und erschien im August 2013 für Android und iOS und im Dezember 2014 für Microsoft Windows und MacOS. Dabei wurde die Hauptversion des Spiels im Mai 2023 aufgrund von mangelnden Updates und daraus resultierenden Sicherheitslücken aus dem Google Play Store entfernt. Es wurde aber am 20. Dezember wieder hinzugefügt. Bei dem Spiel handelt es sich um einen Rhythmus-basierten Plattformer mit 26 Leveln, einem umfangreichen Level-Editor sowie eine extrem große Community und unzählige von Nutzern erstellte Online-Level.

## Gameplay
Das Spiel besitzt seit dem neusten Update 2.2 komplett verschiedene Arten von Modi: Classic und Platformer. Der klassische Modus hat einen Auto-Scroll nach rechts, wobei die Spielfigur sich stets an der gleichen vertikalen Linie befindet. Die Spielfigur kann sich bei Kontakt auf Modi-Portalen in verschiedene Formen verwandeln. Ziel ist es, das Ende vom Level zu erreichen, ohne irgendwo anzustoßen, in welchem Falle der Spieler „zerschellt“ und vom Anfang des Levels starten muss. Typische tödliche Hindernisse in Geometry Dash sind zum Beispiel Stacheln (eng. Spike), Zahnräder (eng. Sawblade) oder auch Wände.
„Geometry Dash“ bietet mehrere Spielmodi:
- Cube: Beim Tippen oder Klicken springt der Würfel, der Wände nur von der Oberseite und Stacheln gar nicht berühren darf, circa drei Blöcke weit und zwei Blöcke hoch. Längeres Drücken führt eine Reihe von Sprüngen aus. Dies ist der erste und originalste Modus. In anderen Geschwindigkeiten, (die man durch Geschwindigkeitsportale verändern kann) variiert die Sprunghöhe leicht. Außerdem springt der Würfel nach dem zweiten Sprung (durch Gedrückthalten) ein kleines Stück höher, was einige Sprünge möglich macht.
- Ship: Beim Tippen und Gedrückthalten steigt das Schiff, ansonsten sinkt es. Blöcke dürfen von Ober- und Unterseite berührt werden.
- Ball: Beim Tippen ändert sich die Richtung der Gravitation, das heißt der Ball „fällt“ nach oben, wenn er davor auf dem Boden war, bis es auf ein Hindernis trifft, oder nach unten, wenn er sich davor an der Decke befand (vgl. VVVVVV).
- UFO: Beim Tippen führt das UFO einen Sprung in der Luft aus, der vergleichsweise groß ist wie der des Würfels (vgl. Flappy Bird).
- Wave: Ähnliches Prinzip wie beim Schiff, aber es fliegt Zickzacklinien im Winkel von 45° zur Bildschirmausrichtung. Es ändert sich nicht nach dem Geschwindigkeitsportal.
- Robot: Ähnliches Prinzip wie beim Würfel, nur dass längeres Tippen auf dem Bildschirm einen weiteren Sprung und ein kurzer Klick einen kleineren Sprung verursacht.
- Spider: Ähnliches Prinzip wie beim Ball mit direkter vertikaler Teleportation.
- Swing: Ähnliches Prinzip wie beim Ball, aber auch in der Luft.

In Version 2.2 wurde der Platformer-Modus eingeführt, der es den Spielern ermöglicht, sich eigenständig nach links und rechts zu bewegen. Wie in Super Mario können Spieler sich nun frei bewegen. Wichtig ist, dass die Spielmodi Wave und Swing noch nicht im Platformer-Modus verfügbar sind. Das Schiff trägt in diesem Modus den Namen „Jetpack“ und hat ein anderes Design.
Für weitere Abwechslung im Gameplay gibt es diverse „Jump Orbs“ und „-Pads“. Dabei müssen Orbs extra angeklickt werden, um ihren Effekt zu bewirken. Bei den Pads genügt eine Berührung.
- Pinker Orb und Pad: schwacher Sprung, boosten den Spielcharakter einen Block hoch
- Gelber Orb und Pad: mittlerer Sprung, boosten den Spielcharakter zwei bzw. drei Blöcke hoch
- Roter Orb und Pad: Hoher Sprung, boosten den Spielcharakter drei bzw. vier  Blöcke hoch
- Blauer Orb und Pad: Verändern die Gravitation bei Interaktion und drücken den Spielcharakter in die Richtung der Gravitation
- Grüner Orb: Eine Kombination aus blauem Orb und gelbem Orb; nach Änderung der Gravitation wird ein Sprung ausgeführt
- Schwarzer Orb: Drücken den Spielcharakter nach unten
- Spider Orb und Pad: Teleportieren in die Richtung des Pfeils und ändern die Gravitation in diese Richtung, gleiches Prinzip wie beim Spielmodus „Spinne“

Außerdem gibt es verschiedene Portale, die bei Berührungen ausgelöst werden:
- Spielmodi-Portale: Ändern den Spielmodus in den jeweils angezeigten
- Gravity-Portale: Ändern die Richtung der Gravitation
  - Blaues Portal: normale Gravitation
  - Gelbes Portal: entgegengesetzte Gravitation
  - Grünes Portal = Gravitation wird gewechselt, unabhängig vom bisherigen Zustand
- Mini-Portale: Verändern die Größe des Spielcharakters. Violette Portale ändern unter einem Blitzeffekt die Größe zu einem „Mini“-Modus, der kleiner ist und eine erhöhte Gravitation aufweist (niedrigere Sprünge, schnellere Reaktion). Das Portal zur Rückkehr in den normalen Modus ist grün.
- Mirror-Portale: Das gelbe Portal spiegelt den Bildschirm, sodass der Autoscroller nach links scrollt, das blaue Portal macht den Effekt wieder rückgängig.
- Schnelligkeitsportale: verändert die Geschwindigkeit des Autoscrolls.
- Dual-Portale: Das orangene Portal dupliziert den Spielcharakter, sodass zwei Charaktere gleichzeitig (meistens mit denselben Tasten) gesteuert werden müssen. Ein blaues Portal macht den Effekt wieder rückgängig.

In jedem offiziellen Level sind drei sogenannte „Secret Coins“ versteckt, die eine zusätzliche Challenge darstellen sollen. Um diese einzusammeln, muss man entweder einen geheimen Weg entdecken, in dem der Coin versteckt ist, oder einen schwierigeren Weg gehen, der eine Alternative zum Normalweg darstellt. Spieler können in ihren Online-Leveln auch bis zu drei „User Coins“ einbauen. Diese erscheinen zunächst bronze im Gegensatz zu den offiziellen goldenen Coins, RobTop kann sie aber verifizieren. Dann werden sie Silber und gelten bei Errungenschaften, die man für das Einsammeln einer bestimmten Anzahl von Coins erhält.
Ein Übungsmodus, im Spiel genannt "Practice Mode" ist verfügbar, in dem im Level Checkpoints in Form von grünen Rauten gesetzt werden können. Bei einer Explosion des Spielcharakters erscheint dieser wieder beim letzten gesetzten Checkpoint. Das abschließen eines Levels im Übungsmodus wird in den offiziellen Leveln Leveln mit einer Farbe belohnt, aber man kann keine Coins einsammeln.
Das Spiel besitzt 26 offizielle Level (22 normale Level und 4 Platformer-Level), davon sind 23 in der Lite-Version spielbar (19 normale Level und 4 Platformer-Level). Außerdem gibt es in der vollen Version ein geheimes Zusatz-Level. Für die drei offiziellen Demon Level muss man jeweils 10, 20 und 30 Secret Coins sammel um sie freizuschalten. Ein eingebauter Leveleditor ermöglicht die Konstruktion eigener Levels. Diese können im Anschluss online für alle Spieler zur Verfügung gestellt werden, mit der Bedingung, dass man es vorher mit allen (falls vorhandenen) Coins durchgespielt haben muss, um zu beweisen, dass das Level möglich ist. Das Spiel besitzt die zwölf Schwierigkeitsgrade N/A, Easy, Normal, Hard, Harder, Insane, Easy Demon, Medium Demon, Hard Demon, Insane Demon, Extreme Demon und Auto. N/A und Auto können nur in einem Online-Level vorkommen. Auch werden die Demon-Schwierigkeitsgrade bei den offiziellen Leveln nicht weiter differenziert. Für das Spielen von Leveln werden je nach Schwierigkeitsgrad verschieden viele "Stars", "Diamonds", „Demon Keys“ und „Mana Orbs“ (die Haupt-Spielwährung) gegeben. Platformer Level geben statt Stars "Mons". Die Anzahl an Stars und Mons bestimmen die Platzierung im In-Game-Leaderbord. Diamonds können wie Orbs in fünf Shops für verschiedene Icons, Farben, Animationen, Schifffeuer oder Todeseffekte eingetauscht werden. Alle sieben Stunden entstehen drei neue Aufgaben mit verschiedenen Schwierigkeiten, für die man Sterne, Mana Orbs oder User Coins sammeln muss, um 5, 10 oder 15 Diamanten als Belohnung zu erhalten. Die meisten Level im Onlinemodus haben ein Schwierigkeits-Rating, welches von der Community gewählt wird. Die besten Levels werden von Moderatoren an RobTop geschickt, der dann die offiziellen Schwierigkeitsgrade festlegt und dadurch die Spielwährung für das Spielen der Levels erhalten werden können. Auch entscheidet RobTop mit den Stufen rated, featured, epic, legendary oder mythic, wie gut er das Level findet.

## Entwicklung
Nach Angaben von RobTop begann das Spiel als ein Projekt, das in jede Richtung hätte gehen können. Er sagte: „Es begann einfach als Vorlage mit einem Würfel, der abstürzen und springen konnte“ und „es gab wirklich keinen detaillierten Plan“. Er entwickelte es zunächst für den PC, änderte aber später seinen Plan und versuchte, es zu einem Smartphone-Spiel zu machen. Topala ließ sich von The Impossible Game inspirieren und brauchte etwa vier Monate, um das Spiel zu entwickeln und es in den iOS App Store und Google Play Store zu bringen. In der Betaversion hieß das Spiel noch Geometry Jump, wurde aber später in Geometry Dash umbenannt. Das Spiel wurde mit der Cocos2d-Spielengine entwickelt.
Bei seiner Veröffentlichung hatte Geometry Dash sieben Level, die in der kostenlosen Version des Spiels gespielt werden können, später kamen sechs weitere, kostenpflichtige hinzu. Das Spiel gewann weltweit an Popularität, insbesondere in Kanada, wo es im Juni 2014 den Titel der beliebtesten kostenpflichtigen iPhone-App erlangte.

## Soundtrack
Jedes Level hat einen eigenen Soundtrack. Diese sind in der Regel nicht eigens für das Spiel produziert worden. Das Lied Stay Inside Me von OcularNebula ist im Trainingsmodus zu hören. Die Lieder sind im Original zwischen zwei und fünf Minuten lang, ein Level dauert hingegen nur etwa anderthalb Minuten. Die Lieder kommen daher stark gekürzt zum Einsatz. Die meisten Lieder sind herunterladbar bzw. käuflich erwerbbar. Zusätzlich wurden zwei Songs für das Spiel geschrieben: Geometrical Dominator von Waterflame und ein Song von Morgan David King, der keinen offiziellen Namen hat.
Seit Version 1.9 können Lieder von der Website Newgrounds im Level-Editor genutzt werden.

## Weitere Versionen
Geometry Dash Lite ist eine kostenfreie Version von Geometry Dash, die nur 19 von 22 Levels von der vollen Version enthält, sowie Platformer Levels. In der Version 2.207 vor kurzem auch einen Level-Editor und von anderen Spielern erstellten Level bietet. Leider kann man auch wie in Geometry Dash World nicht selber Levels erstellen sowie Level suchen. Am 19. Dezember 2015 erschien mit Geometry Dash Meltdown eine kostenlose Version, die drei exklusive Level der Version 2.0 enthält. Am 21. Dezember 2016 erschien mit Geometry Dash World eine kostenlose Version des Spieles, die ausschließlich exklusive Level der Version 2.1 enthält. Durch einen Bug konnte außerdem auf den Level-Editor zugegriffen werden. Am 22. Dezember 2017 erschien Geometry Dash SubZero, welches dem Konzept von Meltdown folgt, jedoch etwas schwerere Level beinhaltet. Auch hier kann auf den Level-Editor zugegriffen werden. Am 20. Dezember 2023 erschien Version 2.2 mit dem neuen Level namens „Dash“.

## Rezeption
Bei Metacritic hält die iOS-Version einen User-Score von 7,7. Im Google Play Store ist Geometry Dash mit durchschnittlich 4,7 Sternen bewertet, Geometry Dash Lite mit 4,3 und SubZero, World und Meltdown mit je 4,4 Sternen. Im App Store hat Geometry Dash eine Bewertung von 4,5 Sternen.